# Immacolata Concezione di Los Venerables
L'Immacolata Concezione di Los Venerables (o Immacolata Soult) è un dipinto di Bartolomé Esteban Murillo realizzato a olio su tela 274 × 190 cm. È conservata al Museo del Prado di Madrid.

## Storia
Il dipinto venne commissionato nel 1678 da don Justino de Neve per uno degli altari della chiesa dell'ospizio de los Venerables di Siviglia.
È noto anche come Immacolata Soult, dal nome del maresciallo francese Nicolas Jean-de-Dieu Soult che la requisì durante le guerre napoleoniche e la portò a Parigi: i suoi eredi nel 1852 lo cedettero allo Stato francese (che l'acquistò per 615300 franchi d'oro, la cifra più alta pagata fino ad allora per un quadro). Collocata al museo del Louvre, nel 1941 la tela venne scambiata con un Ritratto di Maria Anna d'Austria di Diego Velázquez (l'altro rimase al Prado), e ceduta alla Spagna.

## Descrizione
L'opera, una delle ultime realizzate da Murillo, risale al periodo tardo della produzione artistica del pittore.
Le Immacolate del periodo finale dell'artista, pur senza allontanarsi del tutto dal prototipo stabilito dalla cosiddetta Immacolata Concezione La Colasal realizzata intorno al 1650 per i francescani di Siviglia (oggi al Museo de Bellas Artes di Siviglia), sottolineano la giovinezza della Vergine a scapito della solennità delle rappresentazioni precedenti. La figura di Maria occupa uno spazio minore rispetto alle prime Immacolate e viene data più importanza allo spazio che la circonda, riempito di angioletti.